# Nicolás de León
Nicolás de León (siglo XVI) fue un artista de origen francés del Renacimiento que realizó su labor en Andalucía. Fue discípulo de Jorge Fernández.

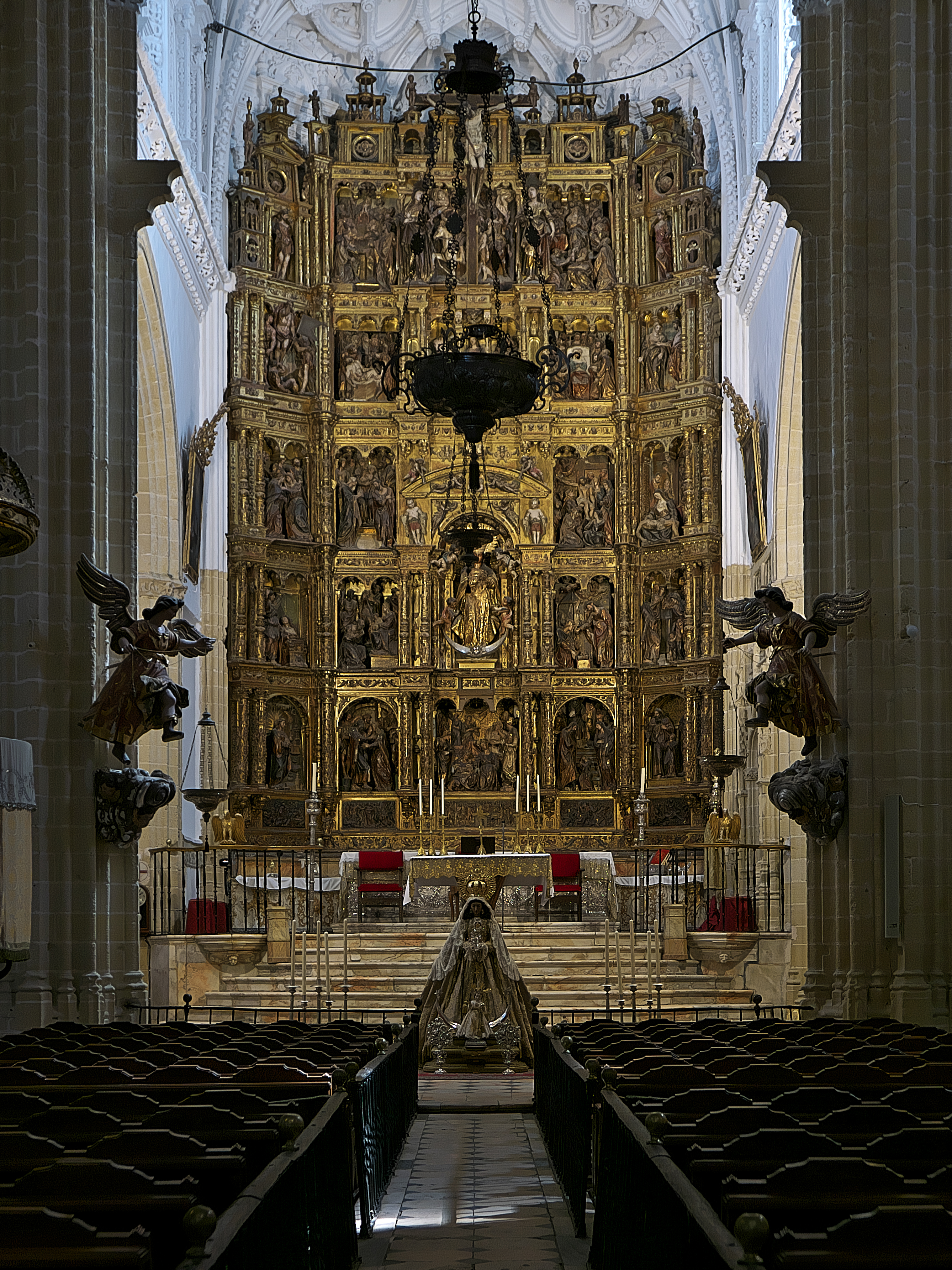
Retablo mayor de la Iglesia de Santa María la Coronada (Medina Sidonia)

En Granada algún autor le ha identificado con Nicolás de Oire, del que se sabe que había hecho una talla y una estatua en piedra de San Andrés para la Parroquia de San Justo. También en Granada, se le atribuyen la Virgen y los Santos Juanes de la portada meridional de la Capilla Real.
Fue traído desde Granada por Diego de Riaño y trabajó para la Catedral de Sevilla labrando las capillas de San Gregorio y de la Virgen de la Estrella, que son parte de las capillas conocidas como De los Alabrastros, y que se encuentran tras el coro. Esta labor la desempeñó entre 1531 y 1541. En 1541 también se ocupó de la ornamentación de las Casas Capitulares de Sevilla. Sin embargo, otro autor menciona que las imágenes de las Capillas de los Alabastros realizadás por Nicolás de León fueron las figuras de santas del intradós de los arcos de las citadas capillas. Se conoce que un retablo que en principio iba a ser realizado por él en el monasterio de San Francisco de Sevilla finalmente fue realizado por Bartolomé de Ortega.
Además, colaboró con Hernando de Esturmio en la fabricación de un retablo para el Hospital de San Bartolomé, en el barrio de Triana de Sevilla. Creó también dos retablos y un crucificado para el Monasterio de San Pablo de Sevilla, el retablo mayor de la Iglesia de San Pedro de Sevilla y ciertas obras para la Parroquia de San Pedro del municipio de Arcos de la Frontera.
En la provincia de Huelva se inspiró en la Virgen de Torrigiano, que se encontraba en el Monasterio de San Jerónimo de Sevilla, para realizar la virgen de la Parroquia de Manzanilla y luego se inspiró en esta para realizar la virgen de la Parroquia de Almonte en 1531.
En Vélez-Málaga realizó junto con el pintor Francisco de Ledesma un retablo que posiblemente fuera el retablo primitivo de la Parroquia de Santa María, en la actualidad Parroquia de San Juan.
El 16 de mayo de 1539 firmaría un contrato con la Cofradía de la Virgen del Rosario de Jerez para la realización del retablo de su iglesia, proyecto por el que había competido contra Bartolomé de Ortega. Aunque la pieza se haría en Sevilla, se comprometió a ir a asentarla en su ubicación, en una iglesia del convento de dominicos de Jerez. El encargo es interesante, puesto que se trata de un trabajo clásico, donde no se encuentran elementos góticos y se persiguen formas "de talla del Romano" y sin pintura alguna, es decir, solamente escultura. Sin embargo, en 1740 el retablo fue sustituido por otro.